# Hengfeng
Henfeng är ett härad som lyder under Shangraos stad på prefekturnivå i Jiangxi-provinsen i sydöstra Kina.